# Soliva
Soliva es un género de plantas pertenecientes a la familia Asteraceae. Comprende 36 especies descritas y de estas, solo 8 aceptadas.

## Taxonomía
El género fue descrito por Ruiz & Pav. y publicado en  Florae Peruvianae, et Chilensis Prodromus 113, pl. 24. 1794.

## Especies aceptadas
A continuación se brinda un listado de las especies del género Soliva aceptadas hasta junio de 2012, ordenadas alfabéticamente. Para cada una se indica el nombre binomial seguido del autor, abreviado según las convenciones y usos:
- Soliva anthemidifolia (Juss.) Sweet
- Soliva anthemifolia (Juss.) R.Br. ex Less.
- Soliva macrocephala Cabrera
- Soliva mutisii Kunth
- Soliva sessilis Ruiz & Pav.
- Soliva stolonifera (Brot.) R.Br. ex G.Don
- Soliva triniifolia Griseb.
- Soliva valdiviana Phil.